# La leggenda del ranger solitario
La leggenda del ranger solitario (The Legend of the Lone Ranger) è un film del 1981 diretto da William Fraker. Il film è conosciuto in Italia anche con il titolo La leggenda di Lone Ranger.
È un film western statunitense con Klinton Spilsbury, Michael Horse e Christopher Lloyd. È basato sul personaggio del Lone Ranger, il cavaliere solitario del vecchio West protagonista di una serie radiofonica prima e di una popolare serie televisiva negli anni 1950.

## Produzione
Il film, diretto da William Fraker su una sceneggiatura di Ivan Goff, Ben Roberts, Michael Kane e William Roberts, fu prodotto da Walter Coblenz, Lew Grade e Jack Wrather per la Incorporated Television Company e la Wrather Productions e girato in varie località nello Utah, nel Nuovo Messico e in California con un budget stimato in 18 milioni di dollari.

## Distribuzione
Il film fu distribuito negli Stati Uniti il 22 maggio 1981 dalla Universal Pictures.
Alcune delle uscite internazionali furono:
- in Argentina il 2 luglio 1981 (La leyenda del Llanero Solitario)
- in Australia il 20 agosto 1981
- in Spagna il 5 aprile 1982 (La leyenda del Llanero Solitario)
- in Finlandia il 7 maggio 1982 (Yksinäinen ratsastaja)
- in Ungheria il 13 ottobre 1983 (Az álarcos lovag legendája)
- in Portogallo il 29 marzo 1984 (A Máscara do Ranger)
- in Germania il 26 dicembre 1992 (Die Legende vom einsamen Ranger)
- in Brasile (A Lenda do Cavaleiro Solitário)
- in Francia (Le justicier solitaire)
- in Polonia (Legenda o samotnym jezdzcu)
- in Turchia (Maskeli süvari)
- in Italia (La leggenda del ranger solitario e La leggenda di Lone Ranger)

## Critica
Secondo il Morandini il film è "appesantito da un prologo prolisso sull'infanzia dell'eroe (in una sdolcinata fotografia flou di Laszlo Kovacs) e sabotato da una pleonastica voce narrante, è un western floscio che butta via una bella storia, paesaggi splendidi e qualche efficace sequenza d'azione". Secondo Leonard Maltin il film è "un discreto tentativo" "oscillante tra serietà e ironia" e si avvarrebbe di "buoni momenti d'azione, bei paesaggi e un intreccio promettente".

## Promozione
Le tagline del film erano:
- "The untold story of the man behind the mask, and the legend behind the man.".
- "The loyal friend that he trusted. The woman that fate denied him. The great silver stallion he rode. And his consuming love of justice.".